# アルブレヒト2世 (ドイツ王)
アルブレヒト2世（Albrecht II., 1397年8月10日 - 1439年10月27日）は、ルドルフ1世から続く10代目にして最後の非世襲ローマ王（ドイツ王、在位：1438年 - 1439年）、ハプスブルク家では4人目の王でフリードリヒ美王以来108年ぶり、単独君主に限ればアルブレヒト1世以来130年ぶりに神聖ローマ帝国の君主になった。ただし選出こそされたもののローマ王としても皇帝としても正式に戴冠していない。オーストリア公としてはアルブレヒト5世。皇帝ジギスムントの娘婿でその後を継いでハンガリー国王アルベルト（Albert）、ボヘミア国王アルブレヒトとしても即位し、こちらは両方とも正式に戴冠している。即位間もなく崩御してしまったが、次のローマ王で同じハプスブルク家の又従弟フリードリヒ3世が長命を保ち世襲王朝樹立に成功したため、結果的にこのアルブレヒト2世からハプスブルク家が王位・帝位を保持していることになった。

## 生涯
1404年に父アルブレヒト4世の後を継いでオーストリア公となり、1411年から親政を行った。1422年にボヘミア国王およびハンガリー国王を兼ねるルクセンブルク家のローマ王ジギスムント（後神聖ローマ皇帝）の娘（女相続人）エリーザベトと結婚した。
1437年にジギスムントが没するとハンガリー国王と名目上のボヘミア国王になったが、ボヘミアでは反乱が続いており、実効支配はできなかった。1438年3月18日、ローマ王に選ばれたが皇帝としての戴冠をはたさないまま1439年10月、オスマン帝国との戦争中にハンガリーのネスメーイで赤痢によって急死した。
オーストリアの所領とボヘミア王位はアルブレヒトの死後に生まれた息子ラディスラウス・ポストゥムスが継承したが、ハンガリー王位は一旦ポーランド国王ヴワディスワフ3世に渡った（ヴワディスワフが1444年に戦死したため、ラディスラウスが継承した）。新たなローマ王には又従弟に当たる傍系のフリードリヒ3世が選ばれ、アルブレヒトが果たせなかった皇帝としての戴冠を成し遂げ、多くの苦難を経て王位・帝位の世襲も達成した。

## 子女
妃エリーザベトとの間に1男2女をもうけた。
- アンナ（1432年 - 1462年） - テューリンゲン方伯ヴィルヘルム3世妃
- エリーザベト（1437年頃 - 1505年） - ポーランド国王カジミェシュ4世妃
- ラディスラウス（1440年 - 1457年） - オーストリア公・ボヘミア国王・ハンガリー国王